# Adrorhizinae
Adrorhizinae,  podtribus orhideja u tribusu Vandeae, dio potporodice Epidendroideae. Sastoji se od tri roda. Ime je došlo po rodu Adrorhizon iz Šri Lanke

## Rodovi
1. Adrorhizon Hook.f. (1 sp.)
2. Bromheadia Lindl. (31 spp.)
3. Sirhookera Kuntze (2 spp.)